# Taffy Abel
Taffy Abel, właśc. Clarence John Abel (ur. 28 maja 1900 w Sault Ste. Marie, zm. 1 sierpnia 1964 tamże) – amerykański hokeista występujący na pozycji obrońcy, reprezentant kraju, srebrny medalista olimpijski.
W 1924 roku wystąpił na igrzyskach olimpijskich w Chamonix. Pełnił rolę chorążego reprezentacji Stanów Zjednoczonych podczas ceremonii otwarcia igrzysk. W turnieju hokejowym zdobył srebrny medal olimpijski, zagrał we wszystkich sześciu meczach, w których zdobył piętnaście goli.
W sezonie 1924/1925 reprezentował St. Paul Hockey Club, w kolejnym sezonie Minneapolis Millers w CHL. Od sezonu 1926/1927 występował w NHL – do sezonu 1928/1929 w barwach New York Rangers, a następnie do sezonu 1933/1934 w barwach Chicago Blackhawks. W nowojorskim klubie rozegrał 111 meczów, w których zdobył jedenaście goli. W klubie z Chicago zagrał w lidze 222 mecze, w których zdobył dziewięć goli.